# Revolver (Madonna)
"Revolver" je pjesma američke pjevačice Madonne s treće kompilacije najvećih hitova Celebration, a ugošćuje američkog repera Lil Waynea. Pjesma je drugi singl s kompilacije, a singl verzija je "Madonna vs. David Guetta One Love Remix". Pjesmu su napisali Madonna, Carlos Battey, Steven Battey, Dwayne Carter, Justin Franks i Brandon Kitchen, dok su za producente navedeni Madonna i Frank E. Pjesma je izdana 14. prosinca 2009. u digitalnom obliku u Ujedinjenom Kraljevstvu pod Warner Bros. Recordsom, 29. prosinca u ostatku svijeta, dok su CD singl izdanja objavljena u veljači 2010.
Pjesma se može svrstati u žanr elektropopa. Cijelu pjesmu pjeva Madonna, a tek pred kraj dolazi dionica Lil Waynea. Pjesma povezuje ljubav i oružje. Kritičari su dali raznolike ocjene. Dok su neki hvalili refren "My love’s a revolver", drugi su mišljenja da ovo nije pjesma koja ide uz njene ostale pjesme. The One Love Club remix pjesme je osvojio 2011. nagradu Grammy u kategoriji "najbolja obrada pjesme".

## Nastanak
U ožujku 2009., Madonnina glasnogovornica je potvrdila da je Madonna napisala tri nove pjesme za kompilaciju, te da je za dvije pjesme potvrđen Paul Oakenfold kao producent. U svibnju 2009. na internet je procurila demosnimka "Revolver" koju su otpjevali RaVaugn i The Jackie Boysi. Kada je pjesma "Celebration" izdana kao singl, glasine su postajale sve jače da je upravo "Revolver" druga nova pjesma s kompilacije. Prije nego što je kompilacija 29. rujna 2009. izdana, "Revolver" se našao na internetu. U prosincu 2009. je potvrđeno da će "Revolver" biti drugi službeni singl. Prvo će se izdati u Ujedinjenom Kraljevstvu 14. prosinca 2009. u digitalnom obliku, dok će se u istom formatu u ostatku svijeta pojaviti 29. prosinca. 2009. CD singl je najavljen za siječanj 2010.
Pjesmu su napisali Madonna, Carlos Battey, Steven Battey, Lil Wayne, Justin Franks i Brandon Kitchen. Sličnog je naziva kao i Wayneova pjesma sa sedmog studijskog albuma Rebitrh (2009.) - "Hot Revolver". Glazbeno je slična pjesmi "Radar" američke pjevačice Britney Spears.

## Uspjeh pjesme
Pjesma je krajem listopada debitirala na Canadian Hot 100 na 95. mjestu, ali je sljedeći tjedan ispala. Sredinom siječnja se vratila na ljestvici na 47. mjesto, što joj je ostalo najviše mjesto. U Finskoj je pjesma debitirala unutar Top 20, a najviše je dospjla na 10. mjesto. U UK-u je pjesma po izlasku kompilacije debitirala na 188. mjestu zbog downloada, a nakon nekoliko je tjedana skočila na 130. mjesto. U Belgiji (Flandrija) je dopsjela na 21. mjesto dok je u Flandriji došla na 12. mjesto.
U SAD-u je pjesma debitirala na 41. mjestu Billboard Hot Dance Club Songs ljestvice, a do sada je najviše dospjela na 4. mjesto, završno s datumom 27. veljače 2010. U Italiji je pjesma debitirala na 16. mjestu, dok je u Danskoj na 30. mjestu. U Irskoj je dospjela na 41. mjesto ljestvice

## Popis formata i pjesama
| - Europski/Američki digitalni Maxi-singl 1. "Revolver" (Madonna vs. David Guetta One Love Remix) 2. "Revolver" (Madonna vs. David Guetta One Love Remix) (Feat. Lil Wayne) 3. "Revolver" (Madonna vs. David Guetta One Love Club Remix) 4. "Revolver" (Paul van Dyk Remix) 5. "Revolver" (Paul van Dyk Dub) 6. "Revolver" (Tracy Young's Shoot To Kill Remix) 7. "Celebration" (Featuring Akon) 8. "Celebration" (Felguk Love Remix) - Europski/Američki 12" vinyl singl 1. "Revolver" (Madonna vs. David Guetta One Love Club Remix) 2. "Revolver" (Paul van Dyk Remix) 3. "Revolver" (Tracy Young's Shoot To Kill Remix) 4. "Revolver" (Paul van Dyk Dub) 5. "Revolver" (Madonna vs. David Guetta One Love Remix) (Feat. Lil Wayne) 6. "Celebration" (Feat. Akon) 7. "Celebration" (Felguk Love Remix) | - Eurospki/Američki/Argentinski CD Maxi-singl 1. "Revolver" (Madonna vs. David Guetta One Love Remix (Feat. Lil Wayne) 2. "Revolver" (Madonna vs. David Guetta One Love Remix) 3. "Revolver" (Madonna vs. David Guetta One Love Club Remix) 4. "Revolver" (Paul van Dyk Remix) 5. "Revolver" (Paul van Dyk Dub) 6. "Revolver" (Tracy Young's Shoot To Kill Remix) 7. "Celebration" (Feat. Akon) 8. "Celebration" (Felguk Love Remix) |

## Na ljestvicama
| Država                              | Pozicija |
| ----------------------------------- | -------- |
| Belgija (Flandrija)                 | 21       |
| Belgija (Valonija)                  | 12       |
| Danska                              | 30       |
| Europa                              | 51       |
| Finska                              | 6        |
| Francuska                           | 25       |
| Irska                               | 41       |
| Italija                             | 16       |
| Kanada                              | 47       |
| Španjolska                          | 39       |
| Ujedinjeno Kraljevstvo              | 130      |
| U.S. Billboard Hot Dance Club Songs | 4        |

| Država  | Certifikacija |
| ------- | ------------- |
| Italija | Zlatna        |

## Singl u Hrvatskoj
| Pozicija | 33 | 21 | 10 | 5 | 15 | ? | x |

| Pozicija | 47 | 30 | 22 | 15 | 12 | 6 | 4 | 5 | 7 | 4 | 8 | 23 | 29 | 50 | x |

## Izdavanje singla
| Država                 | Datum              | Format             |
| ---------------------- | ------------------ | ------------------ |
| Ujedinjeno Kraljevstvo | 14. prosinca 2009. | Digitalni download |
| Europa                 | 29. prosinca 2009. | Digitalni download |
| Sjedinjene Države      | 29. prosinca 2009. | Digitalni download |
| Australija             | 29. prosinca 2009. | Digitalni download |
| Europa                 | 22. siječnja 2010. | CD singl           |
| Sjedinjene Države      | 16. veljače 2010.  | CD singl           |
| Europa                 | 5. veljače 2010.   | 12" Vinyl          |
| Sjedinjene Države      | 2. ožujka 2010.    | 12" Vinyl          |